# Paloor
Paloor es una  ciudad censal situada en el distrito de Kanyakumari en el estado de Tamil Nadu (India). Su población es de 6818 habitantes (2011). Se encuentra a 47 km de Thiruvananthapuram y a 80 km de Tirunelveli. 

## Demografía
Según el censo de 2011 la población de Paloor era de 6818 habitantes, de los cuales 3357 eran hombres y 3461 eran mujeres. Paloor tiene una tasa media de alfabetización del 91,37%, superior a la media estatal del 80,09%: la alfabetización masculina es del 94,73%, y la alfabetización femenina del 88,14%.